# Juan Manuel Suárez del Valle
Juanma Suárez (Luanco, 4 de març de 1966) és un exfutbolista asturià, que jugava de migcampista. És germà del també futbolista Monchu.

## Trajectòria
Sorgeix als equips de l'Sporting de Gijón, fins a debutar amb el primer planter a la 86/87. A l'any següent es fa amb un lloc a l'onze titular, jugant fins a 36 partits i marcant set gols. La seua aportació, però, va caure a partir d'aquest moment i fins a la seua marxa el 1992 va jugar al voltant d'una vintena de partits per campanya.
L'estiu de 1992 fitxa pel CD Logroñés, on roman tres temporades força discretes. A l'equip de La Rioja hi milita fins a la temporada 94/95, quan baixa a Segona. Després, ha jugat dues temporades amb el Granada CF, de la Segona B.
En total, Juanma acumula 167 partits i 12 gols en la màxima categoria.